# Слободни Град Краков
Слободни, независни и строго неутрални град Краков са својом територијом (пољ. Wolne, Niepodległe i Ściśle Neutralne Miasto Kraków z Okręgiem), познат и као Слободни град Краков или Република Краков (пољ. Rzeczpospolita Krakowska), је био град-република који је обухватао Краков и околна подручја. Постојао је од 1815. до 1848. године.

## Историја
Република Краков је установљена на Бечком конгресу 1815. године. Краков је био под контролом својих суседа, Русије, Пруске и Аустрије. Био је центар агитација за независну Пољску. Краков је независност стекао VII тачком уговора између Русије, Аустрије и Пруске од 3. маја 1815. године. Краков је у ствари био остатак Наполеоновог Варшавског војводства кога су Русија, Аустрија и Пруска поделиле 1815. године. Осамдесет пет одсто становништва били су католици, четрнаест одсто Јевреји, док су друге религије чиниле мање од један одсто становништва. Године 1815. донет је први устав који је три године касније прерађен и проширен. Током Новембарског устанка (1830-1831) Краков је постао средиште кријумчарења оружја. По гушењу устанка, Руси су му ограничили аутономију. Краков је касније окупиран од стране аустријске војске (у периоду од 1836. до 1841). Након неуспешног устанка из 1846. године, Аустрија је анектирала Краков 16. новембра 1846. године. Од независне државе настало је Велико Војводство Краков.